# Гильом II Санше
Гильом II Санше (фр. Guillaume Sanche, гаск. Sans Guilhem, исп. Sancho Guillermo; ум. в 996 году) — герцог Гаскони (961—996).

## Биография

### Правление
Гильом II был вторым или третьим по старшинству сыном графа Санша IV Гарсии из Гасконского дома. В 961 году он сам стал графом Гаскони, а затем и герцогом. 14 декабря 972 года Гильом вступил в брак с Урракой, инфантой Наваррской, дочерью короля Наварры Гарсии I Санчеса и вдовой графа Фернана Гонсалеса Кастильского.
В 977 году Гильом восстановил бенедиктинский приорат Ла-Реоль и принял титул «герцог Гаскони» (dux Wasconum; ранее он употреблял только титул «граф Гаскони»). Ещё ранее 977 года он расширил территорию своих владений, присоединив к ним Ажен и Базас. К 988 году он уже носил титул графа Бордо и в этом же году собирал нобилей этого города с тем, чтобы решить вопрос о реставрации монастыря Сен-Север. В годы правления Гильома его брат Гомбо, епископ Гаскони, подчинил своему влиянию приходы южно-французского диоцеза и стал архиепископом Бордо. Как Гасконь, так и Бордо при Гильоме II проводили самостоятельную от французской короны политику.

### Брак и дети
У Гильома II и его жены Урраки Наваррской родились двое сыновей и две дочери:
- Бернар I Гильом (ум. 1009), граф Гаскони
- Санш VI Гильом (ум. 4 декабря 1032), с 1009 граф, с 1026 герцог Гаскони
- Санша (Бриска), (ум. до 1018); муж: с 1011 Гильом V (около 969—31 января 1030), герцог Аквитании и граф Пуатье с 995
- Герсенда; муж: Эд-Генрих Бургундский